# Гусь Анатолій Микитович
Анатолій Микитович Гусь (нар. 5 травня 1944 - 18 жовтня 2023) — радянський та російський диригент і педагог, Народний артист РРФСР (1987). Головний диригент Ансамблю народного танцю імені Ігоря Моїсеєва.

## Біографія
Анатолій Микитович Гусь народився в смт Безлюдівка (Україна) 5 травня 1944 року.
У 1967 році закінчив Інститут ім. Гнесіних по класу диригування.
З 1974 року працює головним диригентом симфонічного оркестру Державного Академічного ансамблю народного танцю під керівництвом І. Моїсеєва (зараз Ансамбль народного танцю імені Ігоря Моїсеєва). Всі останні роботи Ігоря Моїсеєва такі, як одноактні балети «Вечір в таверні», «Ніч на Лисій горі», хореографічна картина «На ковзанці», Єврейська сюїта «Сімейні радощі», створені за участю А.Гуся як диригента, аранжувальника, автора музики і обробок фольклорного матеріалу.
У 1994-2013 роках був диригентом  Московського театру «Нова опера» імені Є. В. Колобова. Диригував операми, балетами, театралізованими виставами. Брав участь у записі компакт-диску «Хор Московського театру Нова Опера».
Викладає в Російській академії музики імені Гнесіних по класу баяна.

### Родина
- Дочка — піаністка Наталія Анатоліївна Гусь (нар. 1970), закінчила Московську музичну школу при консерваторії (1988). Лауреат конкурсу ім. П. Сарасате. Концертмейстер Московської консерваторії імені П. І. Чайковського.

## Нагороди та звання
- Орден Пошани (22 січня 1997 року) — за заслуги в області хореографічного мистецтва та багаторічну творчу діяльність [1].
- Народний артист РРФСР (18 лютого 1987 року) — за заслуги в області радянського хореографічного мистецтва[2].
- Заслужений артист РРФСР (9 січня 1978 року) — за заслуги в галузі радянського музичного мистецтва[3].
- Почесна грамота Президента Російської Федерації (25 січня 2020 року) — за заслуги в розвитку вітчизняної культури і мистецтва, багаторічну плідну діяльність[4].
- Подяка Президента Російської Федерації (6 лютого 2007 року) — за заслуги у збереженні та розвитку мистецтва народного танцю, багаторічну творчу діяльність[5].
- Почесна грамота Уряду Москви (30 квітня 2004 року) — за заслуги у розвитку вітчизняного музичного мистецтва та у зв'язку з 60-річчям від дня народження[6].

## Творчість

### Роботи в ансамблі
- Одноактні балети «Вечір у таверні», «Ніч на Лисій горі»
- Хореографічна картина «На ковзанці»
- Єврейська сюїта «Сімейні радощі»

### Нова опера

#### Опери
- «Христос» О. Респігі
- «Валлі» А. Каталані
- «Євгеній Онєгін» П. І. Чайковського
- «Перше кохання» А. Головіна
- «Сільська честь» П. Масканьї
- «Чарівна флейта» В. А. Моцарта
- «Паяци» Р. Леонкавалло (музичний керівник і диригент);
- «Шукачі перлів» Ж. Бізе
- «Парад баритонів і басів» (гала-концерт)
- «Все це — Опера!» (театралізована вистава)
- «Травіата» Дж. Верді — диригент

#### Балети
- «Шехеразада» М. А. Римського-Корсакова
- «Болеро» М. Равеля
- «Половецькі танці» О. П. Бородіна

## Фільмографія
- 2002 — Вілліси — диригент